# Staurosoma parasiticum
Staurosoma parasiticum is een eenoogkreeftjessoort uit de familie van de Antheacheridae. De wetenschappelijke naam van de soort is voor het eerst geldig gepubliceerd in 1844 door Will.